# 07th Expansion
07th Expansion (jap. セブンスエクスパンション Sebunsu Ekusubanshon) – japońska grupa amatorska zajmująca się tworzeniem powieści wizualnych, nazywanych również sound novel. Rozpoczęła swoją działalność w sierpniu 2002 roku. Na samym początku zaczęła od stworzenia gry karcianej Leaf Fight. Najbardziej popularne powieści wizualne autorstwa tej grupy to seria „When They Cry”, do której zalicza się Higurashi no naku koro ni oraz Umineko no naku koro ni. Po ukończeniu nastąpiły już niezwiązane ze sobą Higanbana no saku yoru ni i Rose Guns Days.

## Członkowie
- Ryukishi07 – scenariusz, ilustracje
- Yatazakura – skrypt, młodszy brat Ryukishiego07
- BT – administrator strony internetowej. Zmarł 10 lipca 2009 z powodu choroby[1].

## Projekty

### Higurashi no naku koro ni
Onikakushi-hen — 10 sierpnia 2002 (Comiket 62)
Watanagashi-hen — 29 grudnia 2002 (Comiket 63)
Tatarigoroshi-hen — 15 sierpnia 2003 (Comiket 64)
Himatsubushi-hen — 13 sierpnia 2004 (Comiket 66)

### Higurashi no naku koro ni kai
Meakashi-hen — 30 grudnia 2004 (Comiket 67)
Tsumihoroboshi-hen — 14 sierpnia 2005 (Comiket 68)
Minagoroshi-hen — 30 grudnia 2005 (Comiket 69)
Matsuribayashi-hen — 13 sierpnia 2006 (Comiket 70)

### Higurashi no naku koro ni rei
31 grudnia 2006 (Comiket 71)

### Umineko no naku koro ni
Episode 1: Legend of the Golden Witch — 17 sierpnia 2007 (Comiket 72)
Episode 2: Turn of the Golden Witch — 31 grudnia 2007 (Comiket 73)
Episode 3: Banquet of the Golden Witch — 15 sierpnia 2008 (Comiket 74)
Episode 4: Alliance of the Golden Witch — 29 grudnia 2008 (Comiket 75)

### Umineko no naku koro ni Chiru
Episode 5: End of the Golden Witch — 16 sierpnia 2009 (Comiket 76)
Episode 6: Dawn of the Golden Witch — 30 grudnia 2009 (Comiket 77)
Episode 7: Requiem of the Golden Witch — 14 sierpnia 2010 (Comiket 78)
Episode 8: Twilight of the Golden Witch — 31 grudnia 2010 (Comiket 79)

### Umineko no naku koro ni Tsubasa
31 grudnia 2010 (Comiket 79)

### Umineko no naku koro ni Hane
31 grudnia 2011 (Comiket 81)

### Higanbana no saku yoru ni
Dai-ichi Ya — 18 sierpnia 2011 (Comiket 80)
Dai-ni Ya — 31 grudnia 2011 (Comiket 81)

### Rose Guns Days
Season 1 — 11 sierpnia 2012 (Comiket 82)
Season 2 — 31 grudnia 2012 (Comiket 83)